# Biasmia
Biasmia är ett släkte av skalbaggar. Biasmia ingår i familjen långhorningar.
Kladogram enligt Catalogue of Life:
| Biasmia | \| \| Biasmia antennalis \| \| \| \| \| \| Biasmia guttata \| \| \| \| |
|         | \| \| Biasmia antennalis \| \| \| \| \| \| Biasmia guttata \| \| \| \| |
|         | Biasmia antennalis                                                     |
|         |                                                                        |
|         | Biasmia guttata                                                        |
|         |                                                                        |